# 曾幾
曾 幾（そう き、元豊7年（1084年）- 乾道2年5月26日（1166年6月25日））は、中国南宋の官僚・詩人。字は吉父。自ら茶山居士と号する。

## 略伝
贛州贛県の出身で、のちに洛陽に移住する。特命によって吏部考試を受けて太学上舎を賜り、校書郎となる。のちに河南府少尹となる。高宗の時代に江西提刑・浙西提刑を歴任。兄の曾開が抗戦を主張し宰相の秦檜と対立したため、連座して免職となり、転運使判官の職があったが固辞する。江西の茶山寺に閉居していたが、秦檜の死後、浙西提刑に復帰し、台州知州となる。のち秘書少監となり、『神州宝訓』編纂の旨を受け、書を完成させて礼部侍郎となる。たびたび隠退を申し出て許され、玉隆観の提挙となり、隆興2年（1164年）に官を辞する。乾道2年（1166年）5月、平江府にて83歳で死去。

## 詩と著作
曾幾は学を劉安世と胡安国より承け、詩では杜甫と黄庭堅をきわめて賞賛し、『山谷集』を繰り返し読んだという。また韓駒と呂本中に詩作について教えを受けたことがあった。呂本中とは子女を婚姻させるほど親しく、陸游は曾幾の詩学の弟子である。彼の詩は呂本中よりも軽快で楊万里の先駆けを為している、と評される。著作の『易釈象』は散逸したが、『茶山集』8巻がある。
| 蘇秀道中 自七月二十五日夜大雨三日 秋苗以蘇 喜而有作 |                                            |
| 一夕驕陽転作霖                                      | 一夕 驕陽 転じて霖（ながあめ）となり       |
| 夢回涼冷潤衣襟                                      | 夢は回り 涼冷 衣襟を潤す                   |
| 不愁屋漏床床湿                                      | 屋が漏れて床床湿（うるお）うを愁えず       |
| 且喜渓流岸岸深                                      | 且らく喜ぶ 渓流れて 岸岸深きを             |
| 千里稲花応秀色                                      | 千里の稲花 応に秀色なるべし                |
| 五更桐葉最佳音                                      | 五更の桐葉 最も佳音なり                    |
| 無田似我猶欣舞                                      | 田なきこと我のごときも 猶お欣舞せり        |
| 何況田間望歳心                                      | 何ぞ況んや田間に歳（みのり）を望むの心をや |